# So Many Pros
So Many Pros è un brano musicale del rapper statunitense Snoop Dogg, singolo che anticipa l'uscita del tredicesimo album del rapper Bush. Il singolo è stato prodotto da Pharrell Williams.

## Video musicale
Il video ufficiale del brano è stato diffuso tramite il canale VEVO ufficiale del rapper il 14 aprile 2015, che è anche il giorno della pubblicazione del singolo. Il video mostra Snoop che canta la canzone mentre si trasforma in vari personaggi e sullo sfondo appaiono immagini che richiamano la struttura delle riviste.

## Tracce
Download digitale
1. So Many Pros - 4:06